# Stabat Mater (Vivaldi)

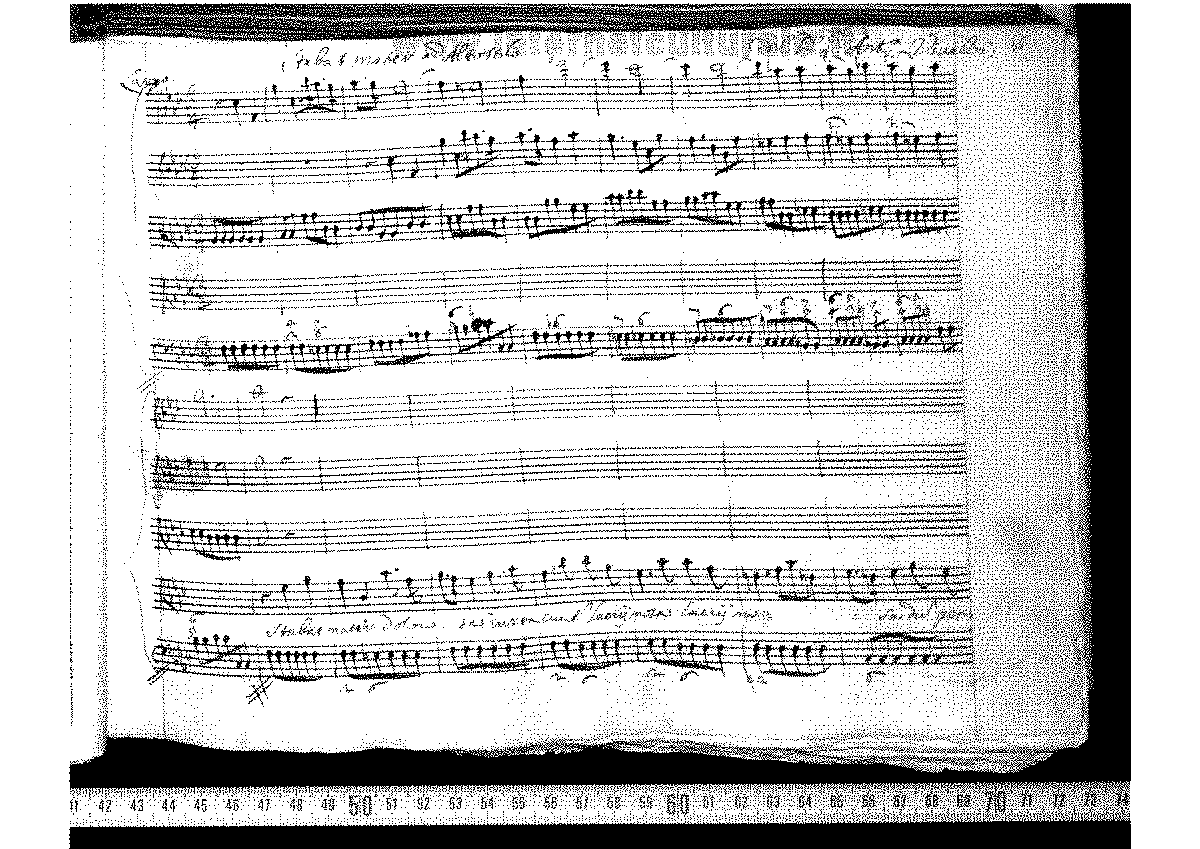
Manuscritos de Stabat Mater, RV621, de la Biblioteca Real de Turín.

El Stabat Mater, RV 621, de Antonio Vivaldi es la obra vocal de carácter sacro más temprana que se conoce del compositor, compuesta por encargo para la fiesta patronal de la iglesia de Santa Maria della Pace en Brescia, en 1712.
Del poema escrito en latín por Jacopone da Todi en el siglo XIII y que describe el lamento de María a los pies de su hijo ejecutado, Vivaldi eligió sólo las diez primeras estrofas del texto, tal como se prescribe cuando el texto se usa como himno de las vísperas.
La forma musical de la obra está pautada cíclicamente en secuencias de tres movimientos cada una (1-3, 4-6, 7-8, más el Amén).
El primer grupo se compone de:
- 1 - Stabat mater (Largo: ritornello en fa menor),
- 2 - Cujus animam gementem (Recitativo que llega a ser arioso adagissimo en do menor);
- 3 - O quam tristis... Quae moerebat (Andante: ritornello en fa menor). La forma conjunta de estos tres movimientos parece un pequeño concierto, el primero y el último construidos con sol y ritornello, y el episodio central como un típico movimiento lento, donde las intensas armonías enfatizan el temperamento afligido ya establecido por la excepcional clave de fa menor.

- 4 a 6. Este patrón musical se repite exactamente en el segundo grupo. La progresiva animación culmina en el tercer grupo donde la voz del poema cambia, y el narrador se dirige directamente a María, pidiéndole compartir su dolor.

- 7 - Eia, mater, fons amoris (Largo ritornello en do menor) en una característica textura vivaldiana, sin bajo continuo, con notación con punto para los violines, acompañadas solo por las violas, donde el ritmo se vuelve irregular, la voz se hace más consistente y el acompañamiento de cuerdas más intenso, especialmente en el primer movimiento, expresando la flagelación como en una Pasión Bachiana. La clave original se restaura en:

- 8 - Fac ut ardeat cor meum, una lenta siciliana de suavidad melodiosa.

- El Amen final (andante) añade la dimensión contrapuntística de la sonata de iglesia. Este estilo proporciona un marco específicamente sagrado a la escena y añade un elemento de objetividad sin interrumpir la expresividad de la pieza.

## En el cine
El primer movimiento del Stabat Mater de Vivaldi se usó en la banda sonora de la película El talentoso Mr. Ripley.